# Hecabolus costaricensis
Hecabolus costaricensis är en stekelart som beskrevs av Marsh 2002. Hecabolus costaricensis ingår i släktet Hecabolus och familjen bracksteklar. Inga underarter finns listade i Catalogue of Life.